# Slovenské Krivé
Slovenské Krivé és un poble i municipi d'Eslovàquia. Es troba a la regió de Prešov, al nord del país.

## Història
La primera referència escrita de la vila data del 1478.

## Demografia
| Godina             | 1994 | 2004   | 2014   | 2024   |
| ------------------ | ---- | ------ | ------ | ------ |
| Nombre de persones | 129  | 139    | 126    | 123    |
| Diferència         |      | +7,75% | −9,35% | −2,38% |

| Godina             | 2023 | 2024   |
| ------------------ | ---- | ------ |
| Nombre de persones | 121  | 123    |
| Diferència         |      | +1,65% |